# Леопольд, герцог Олбани
Принц Леопольд, полное имя Леопольд Джордж Дункан Альберт (англ. Leopold George Duncan Albert; 7 апреля 1853[…], Вестминстер, Большой Лондон — 28 марта 1884[…], Канны) — член британской королевской семьи, младший сын королевы Великобритании Виктории и её мужа Альберта. С 1881 года принц носил титулы герцога Олбани, графа Кларенса и барона Арклоу. Страдал гемофилией, от которой в итоге умер, немного не дожив до 31 года.

## Биография
Леопольд родился 7 апреля 1853 года в Букингемском дворце в семье правящей королевы Виктории и принца-консорта Альберта Саксен-Кобург-Готского. Как сын монарха, новорожденный получил титул Его Королевское Высочество Принц Леопольд. Мальчика назвали в честь короля Бельгии Леопольда I, приходившегося дядей обоим его родителям; Виктория питала к дяде Леопольду особые чувства, так как тот был её наставником в государственных делах до вступления на престол и в первые годы правления. Среди его крестных родителей были король Ганновера Георг V и германская императрица Августа.
В 1876 Леопольд окончил Оксфордский университет с докторской степенью по гражданскому праву. Принц путешествовал по Европе, в 1880 он совершил поездку по Канаде и Соединённым Штатам со своей сестрой Луизой, муж которой, Джон Кэмпбелл, был генерал-губернатором Канады. Из-за болезни гемофилией Леопольд не мог посвятить себя военной карьере. Вместо этого он стал патроном искусств и литературы, был неофициальным секретарем своей матери. Позже он претендовал на пост генерал-губернатора Канады и Австралии, но не получил его отчасти из-за проблем со здоровьем.
В феврале 1884 года доктора настоятельно посоветовали принцу съездить на курорт, потому что холодный английский климат не способствовал его самочувствию. Супруга Леопольда тогда была беременна, и в Канны он поехал один. 27 марта, будучи в яхт-клубе, принц поскользнулся и упал, повредив колено. Леопольд скончался ранним утром следующего дня. Он был похоронен в часовне Св. Георга в Виндзорском дворце.

## Семья и потомство
27 апреля 1882 года Леопольд женился на Елене Вальдек-Пирмонтской (1861—1922), дочери Георга Виктора Вальдек-Пирмонтского и Елены Нассауской. Елена родила двоих детей:
- Алиса (25 февраля 1883 — 3 января 1981), в замужестве принцесса Текская, затем графиня Атлон, супруга Александра Кембриджа, 1-го графа Атлон (до отказа от германских титулов — принца Александра Текского);
- Чарльз (Карл) Эдуард (19 июля 1884 — 6 марта 1954), герцог Олбани, затем Саксен-Кобург-Готский.

Сын Леопольда принц Чарльз, родившийся после его смерти, наследовал ему как 2-й герцог Олбани с рождения, а в 1900 году, после смерти дяди Альфреда, стал правящим герцогом Саксен-Кобург-Готы в Германии (под именем Карла Эдуарда). В 1918 году он отрёкся от престола после германской революции, а в 1919 был лишён и британских титулов за участие в Первой мировой войне на стороне Германии. Его внуком является король Швеции Карл XVI Густав.
Дочь Леопольда Алиса получила от отца ген гемофилии и стала носительницей болезни, которой страдал её сын Рупрехт, принц Текский (Руперт Кембридж, виконт Трематон), погибший в 1928 году.

## Образ в искусстве
Юный Леопольд стал прообразом одного из главных персонажей телесериала «Нерегулярные части», вышедшего в 2021 году.
В фильме «Кейт и Лео», снятом в 2001 году, используется образ Леопольда. В фильме Леопольда играет Хью Джекман.